# Nigel Hasselbaink
Nigel Hasselbaink (* 21. November 1990 in Amsterdam, Niederlande) ist ein niederländisch-surinamischer Fußballspieler. Er ist der Neffe des ehemaligen aus Suriname stammenden niederländischen Nationalspielers Jimmy Floyd Hasselbaink; sein Bruder Marvin ist ebenfalls Fußballprofi. Der Stürmer spielt bei Hapoel Be’er Scheva und ist surinamischer Nationalspieler.

## Karriere

### Im Verein
Nigel Hasselbaink begann seine Karriere bei Ajax Amsterdam und wechselte 2007 zum Lokalrivalen PSV Eindhoven. Bei dem Verein aus Noord-Brabant kam er jedoch zu keinem Einsatz im Profibereich. Er debütierte während seines sechsmonatigen Gastspieles bei den Go Ahead Eagles Deventer in der Rückrunde der Eerste Divisie 2009/10.
Am 23. August 2010 wechselte Hasselbaink ablösefrei zu Hamilton Academical in die Scottish Premier League, nachdem er ein erfolgreiches Probetraining absolviert hatte. Sein Debüt gab Hasselbaink im Ligaspiel gegen Inverness Caledonian Thistle von Beginn an, bis er in der 78. Spielminute durch den Franzosen Joël Thomas ausgetauscht wurde. Am 6. Juni 2011 gab er bekannt zum 30. Juni 2011 zum FC St. Mirren zu wechseln. Nach nur einem Jahr wechselte er nach Perth zu St. Mirrens Ligarivalen FC St. Johnstone.

### In der Nationalmannschaft
Am 15. November 2019 debütierte Hasselbaink beim 4:0-Sieg über Dominica im Rahmen der Qualifikation zum CONCACAF Gold Cup 2021 für die surinamische Nationalmannschaft.